# Дубайский монорельс
Дубайский монорельс — линия монорельса на острове Пальма Джумейра в Дубае (ОАЭ). Монорельс соединяет остров с материком. Линия была открыта 30 апреля 2009 года. Это первый монорельс на Ближнем Востоке. На всех станциях установлены платформенные раздвижные двери.

## История
Под руководством Marubeni Corporation в марте 2006 началось строительство 5,45 километровой линии монорельса. Строительство было завершено в июле 2008 года, а испытания начались в ноябре 2008. Первоначально открытие планировалось на декабрь 2008, но впоследствии было отложено до 30 апреля 2009.
Бюджет проекта составляет 400 млн долларов США, согласно другому источнику 1,1 млрд.долларов США. Цена разового проезда в одну сторону 20 дирхам (примерно 300 руб.) и 30 в обе стороны (примерно 450 руб.)

## Технологии строительства

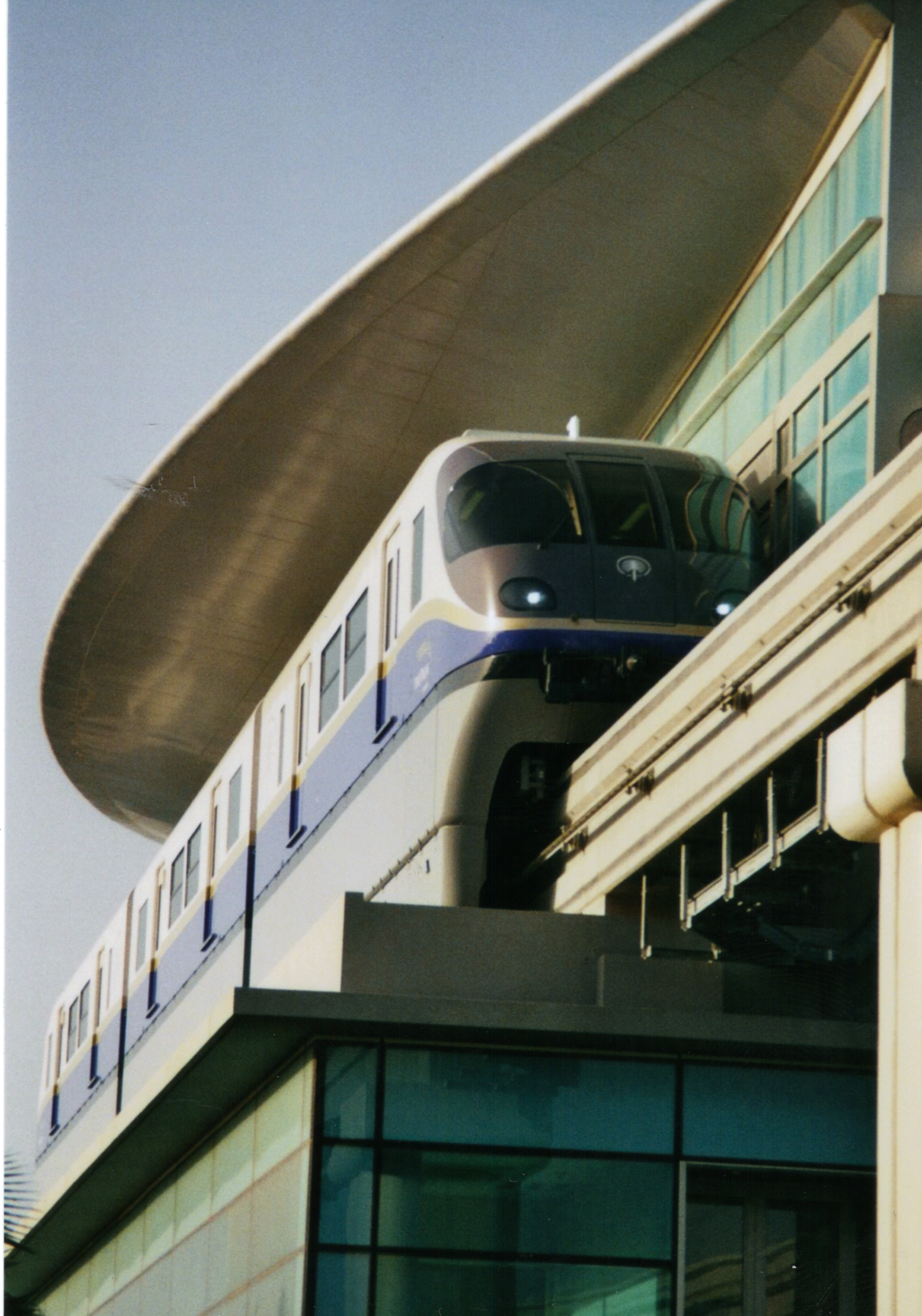
Станция Atlantis Aquaventure

Дубайский монорельс использует систему Hitachi Monorail. Монорельс способен обслуживать до 40000 человек в сутки, однако в первую неделю работы пассажиропоток в среднем составлял 600 человек в сутки, то есть вагоны практически пустые.

## Станции
Эксплуатируемые станции:
- Atlantis Aquaventure — отель Atlantis The Palm
- Nakheel Mall — торговый центр
- Al Ittihad Park
- The Palm Gateway

Планируется:
- Tecom Station — станция перехода к поездам Дубайского метрополитена.